# Arthur van Doren
Arthur Georges Stanislas Henri Van Doren (* 1. října 1994 Antverpy) je belgický pozemní hokejista. S belgickou mužskou reprezentací pozemního hokeje vyhrál mistrovství světa v roce 2018, mistrovství Evropy v roce 2019 a získal stříbro na olympijských hrách v Riu roku 2016. Dvakrát byl vyhlášen nejlepším pozemním hokejistou světa v anketě Mezinárodní hokejové federace, a to v letech 2017 a 2018. Na světovém šampionátu v roce 2018 byl vyhlášen nejlepším hráčem turnaje, stejné pocty se mu dostalo i na mistrovství Evropy v roce 2017. Za národní tým nastupuje od roku 2012 a k 23. září 2020 za něj sehrál 186 zápasů. Hrál za belgický klub Dragons a nizozemský Bloemendaal, kde působí dosud. S Dragons získal pět titulů mistra Belgie (2010–11, 2014–15, 2015–16, 2016–17, 2017–18), s Bloemendaalem jeden titul nizozemský (2018–19).